# Eurocalia guianae
Eurocalia guianae är en insektsart som först beskrevs av Walker 1851.  Eurocalia guianae ingår i släktet Eurocalia och familjen Flatidae. Inga underarter finns listade i Catalogue of Life.